# Картаго (провинция)
Картаго (на испански: Cartago) е една от 7-те провинции на централноамериканската държава Коста Рика. Картаго се намира в централната част на страната. Провинцията е с население от 490 903 жители (по преброяване от май 2011 г.) и обща площ от 3124,61 km².

## Кантони
Провинция Картаго е разделена на 8 кантона, някои от тях са:
1. Алварадо
2. Картаго
3. Ла Унион
4. Хименес